# Монумент боевой и трудовой славы (Ижевск)
Монуме́нт боево́й и трудово́й сла́вы — памятник, расположенный на Карлутской площади в Ижевске. Включает статую воина, Вечный огонь и несколько стел с именами погибших воинов. Является памятником истории и культуры Удмуртской республики.
Высота монумента составляет 10 метров, вес 14 тонн.

## История
Поскольку в 1960-х годах в Ижевске не было памятника для празднования Дня победы, местные власти поддержали идею установки монумента. Было решено открыть Вечный огонь в канун 50-летия Октября. Чтобы избежать долгих согласований, памятник у Вечного огня представили в качестве садово-парковой скульптуры.
Макет скульптуры воина Волков Б. К. готовил до начала проектирования монумента, к выставке «Большая Волга». Альтернативным вариантом была установка центрального памятника дважды Герою Советского Союза Кунгурцеву Е. М., но решение было принято в пользу скульптуры неизвестного солдата. Бюст Кунгурцева Е. М. перенесли на Карлутскую площадь позднее, в 1992 году.
Вечный огонь в Ижевске зажгли факелом, зажжённым от Вечного огня у Могилы Неизвестного Солдата в Москве. 6 ноября 1967 года Вечный огонь зажёг ветеран войны, Герой СССР Лушников А. М.
5 июля 2014 года, впервые в истории монумента, пламя Вечного огня было потушено сильным ливнем.

## Галерея

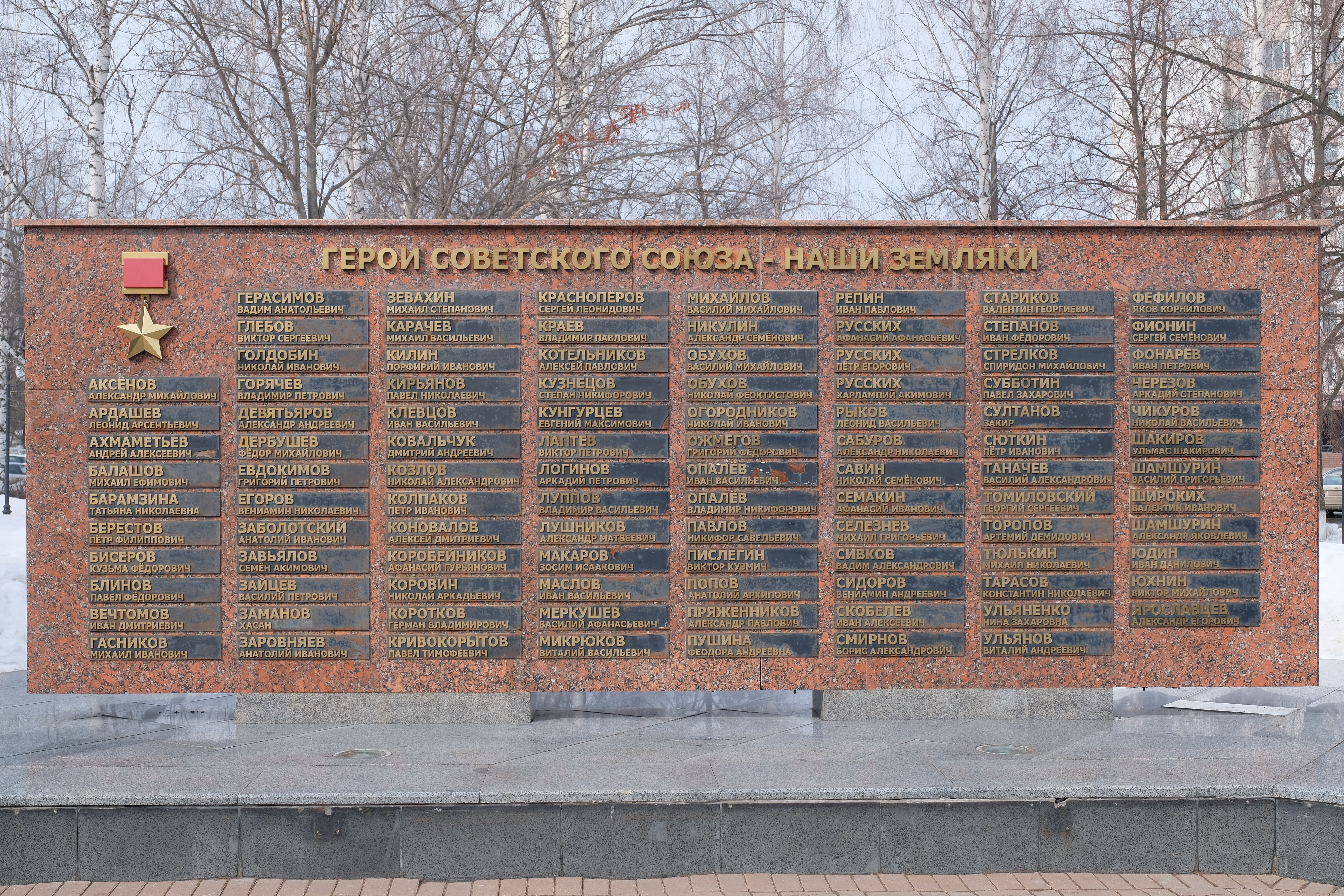
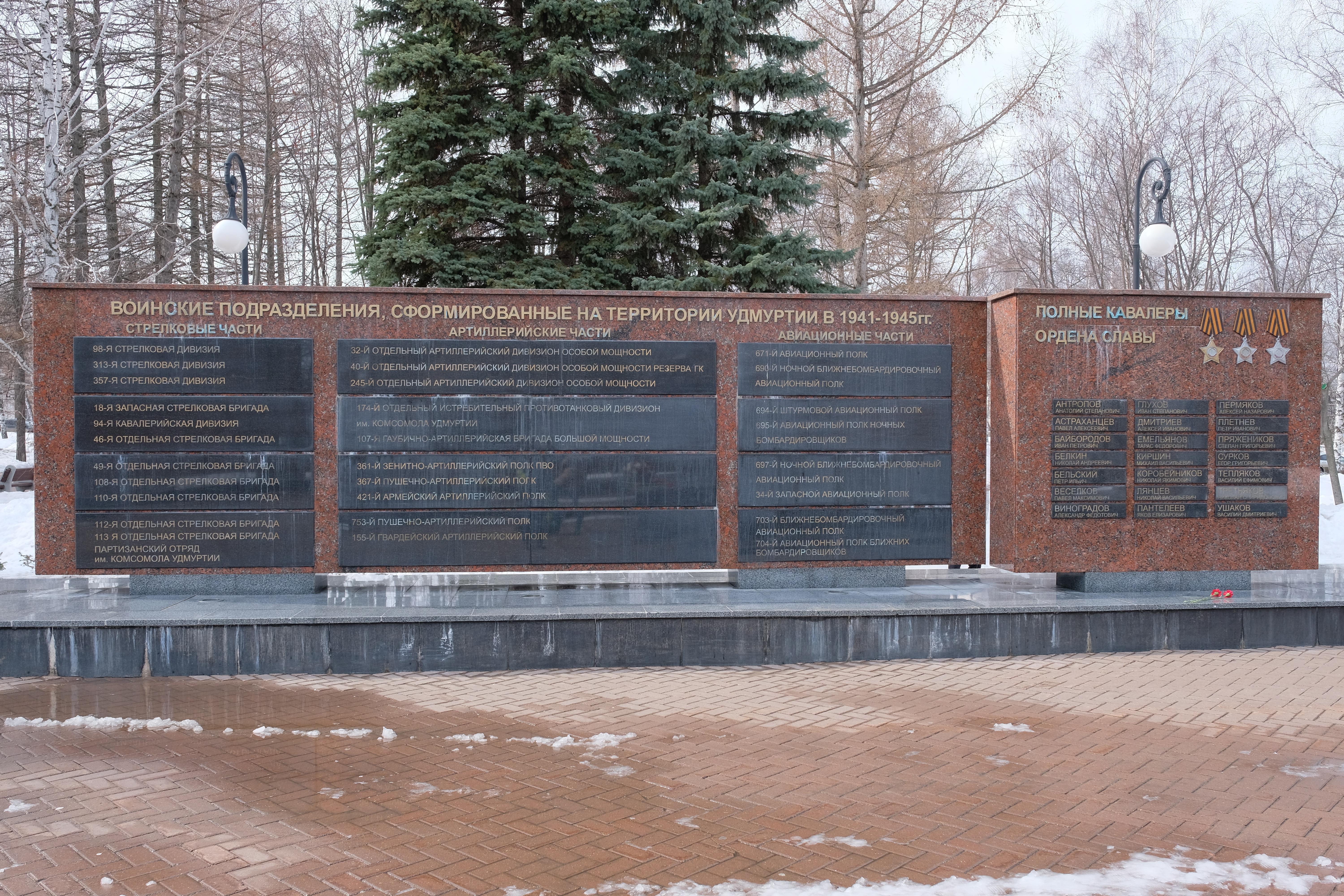
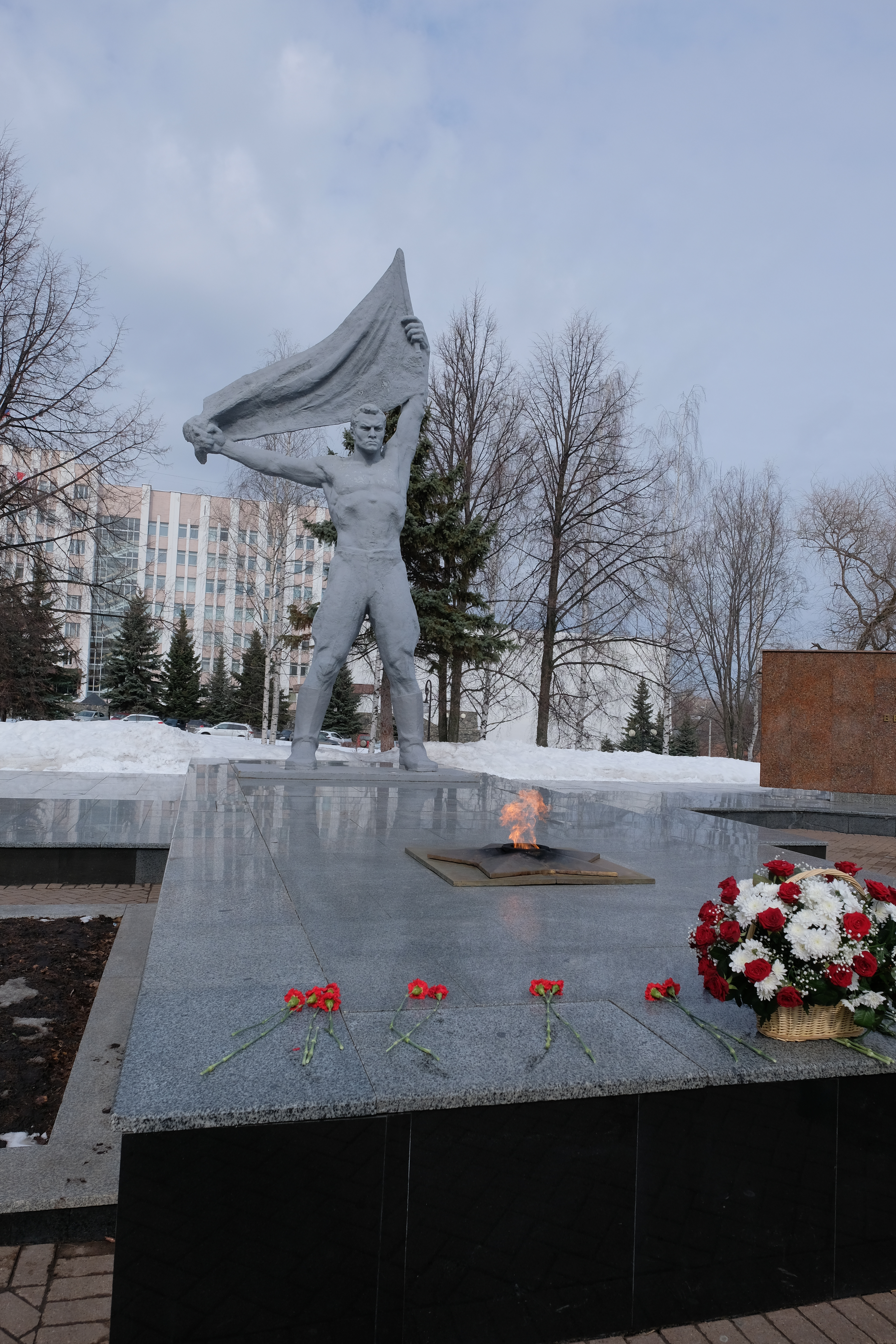
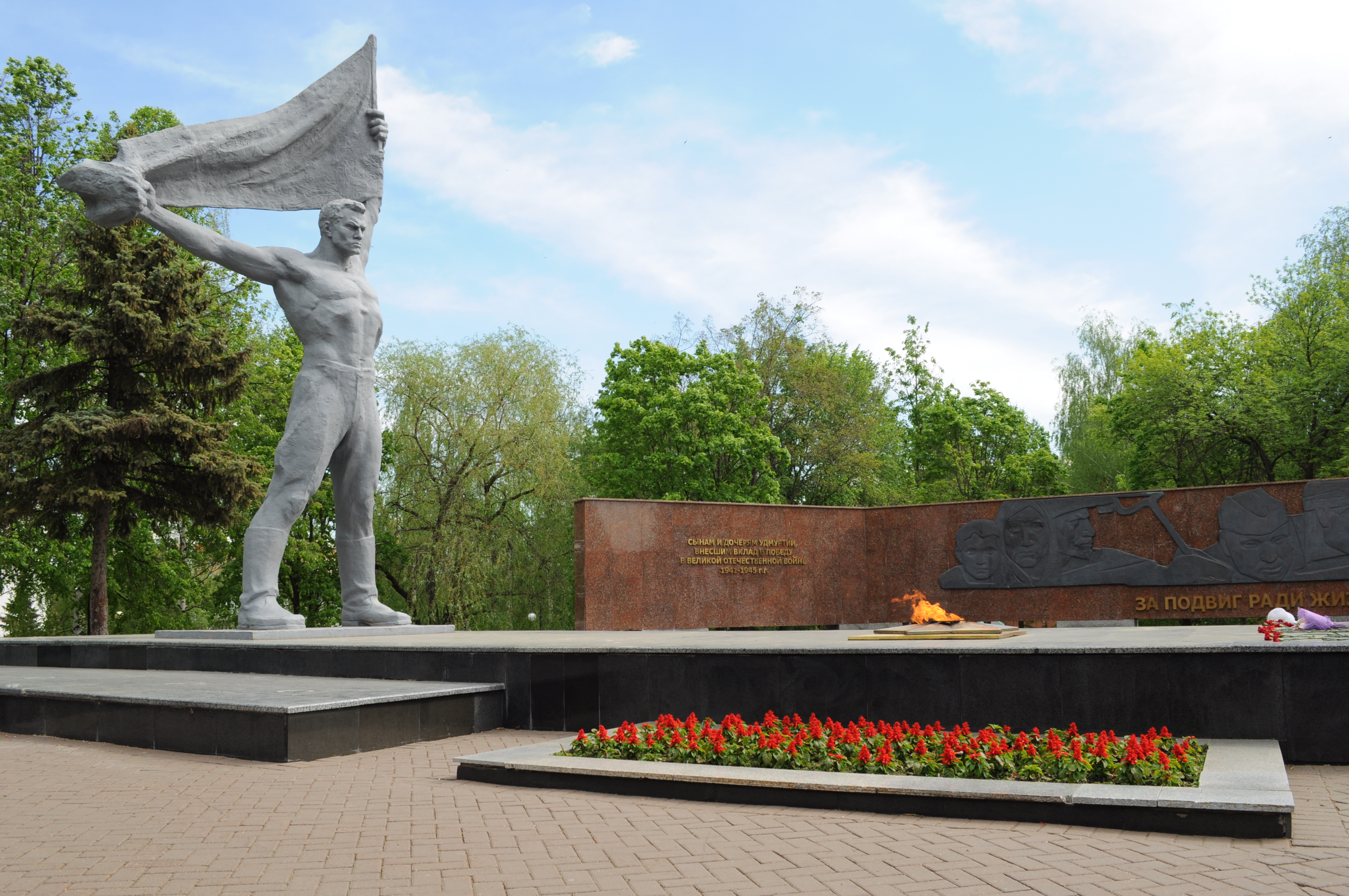